# Emetic Records
Emetic Records war ein amerikanisches Musiklabel mit Sitz in Flint. Die stilistische Bandbreite der veröffentlichten Bands umfasste vor allem die Genres Death Metal, Deathgrind, Grindcore, Sludge und Stoner Doom. Angaben auf Discogs zufolge wurden für einen Teil der Tonträger keine Lizenzen für die Veröffentlichung und den Vertrieb erteilt. Das Geschäft wurde 2019 eingestellt.

## Veröffentlichungen (Auswahl)
- Afgrund – Svarta Dagar (2008)
- Beherit – The Oath of Black Blood (2008)
- Bongripper – The Great Barrier Reefer (2012)
- Broken Hope – Swamped in Gore (2012)
- Brutal Truth / Total Fucking Destruction – Table for Two (7"-Split, 2007)
- Candiria – Surrealistic Madness (2006)
- Cephalic Carnage – Conforming to Abnormality (2006)
- Church of Misery – Vol 1 (EP, 2011)
- Crowbar – Obedience Thru Suffering (2012)
- Cryptopsy – Blasphemy Made Flesh / None So Vile (Kompilation, 2005)
- Exhale – Prototype (2006)
- EyeHateGod – Preaching the “End-Time” Message (Kompilation, 2005)
- Haemorrhage – Morgue Sweet Home (2003)
- Karma to Burn – Almost Heathen (2009)
- Malevolent Creation – The Will to Kill (2004)
- Misery Index – Dissent (EP, 2004)
- Noothgrush – Failing Early, Failing Often (2011)
- Pentagram – Sub-Basement (2010)
- Swarm of the Lotus – The Sirens of Silence (2005)
- Various – For the Sick (2007)